# شهرک ایثار (داراب)
شهرک ایثار، روستایی در دهستان کوهستان بخش رستاق شهرستان داراب در استان فارس ایران است.

## جمعیت
بر پایه سرشماری عمومی نفوس و مسکن در سال ۱۳۹۵، جمعیت این روستا برابر با ۱٬۶۸۰ نفر (۴۹۵ خانوار) بوده است.